# Ozarba limitata
Ozarba limitata là một loài bướm đêm trong họ Noctuidae.